# GE Money
GE Money é uma companhia financeira norte-americana do grupo General Eletric, está no Brasil desde 1998. Foi comprada em 2010 pelo banco mineiro BMG.
Foi dissolvida em março de 2024.